# Ornella Muti
Ornella Muti, właśc. Francesca Romana Rivelli (ur. 9 marca 1955 w Rzymie) – włoska aktorka filmowa i telewizyjna, modelka.

## Życiorys

### Wczesne lata
Urodziła się w Rzymie w rodzinie rzymskokatolickiej. Jej ojciec, dziennikarz, był neapolitańczykiem, a matka, rzeźbiarka, Estonką. Dorastała z siostrą bliźniaczką, Claudią. Jej ojciec chciał, by jego córki studiowały medycynę.

### Kariera
Jako nastolatka próbowała sił jako modelka. W filmie zadebiutowała w wieku 15 lat jako Francesca Cimarosa w dramacie kryminalnym Najpiękniejsza żona (La moglie più bella, 1970). Podczas kręcenia tego filmu poznała aktora Alessio Orano, za którego wyszła za mąż w 1975 roku, a sześć lat później rozwiodła się z nim w 1981. Rok przed rozwodem, 10 października 1974, urodziła swoją pierwszą córkę, Naike Rivelli, której ojcem był hiszpański producent José Luis Bermúdez de Castro Acaso.
W latach 70. występowała głównie w filmach włoskich, w tym w komediodramacie Mario Monicellego Romans ludowy (Romanzo popolare, 1974) z Ugo Tognazzim i Michele Placido, dramacie Marco Ferreri Ostatnia kobieta (La Dernière femme, 1976) z Gérardem Depardieu, komedii Ettorego Scoli Nowe potwory (I Nuovi mostri, 1977) z Alberto Sordim i Vittorio Gassmanem, komediodramacie Dino Risiego Pierwsza miłość (Primo amore, 1978) z Ugo Tognazzim czy komedii Sergia Corbucciego Neapolitańska tajemnica (Giallo napoletano, 1979) u boku Marcella Mastroianniego. W tym czasie tworzyła różne postacie uwodzicielskich i dumnych młodych dziewcząt, które na pierwszy rzut oka wyglądają na niewinne lub wrażliwe, ale pod ich słodką twarzą z kocimi oczami kryją wolę i stanowczość, zdobywając serce głównego bohatera, często z fatalnymi skutkami.
W latach 80. współpracowała z największymi europejskimi filmowcami. Najbardziej znane filmy z tego okresu to w dramat kostiumowy Volkera Schlöndorffa Miłość Swanna (Un amour de Swann, 1984) z Jeremym Ironsem i Alainem Delonem oraz ekranizacja powieści Gabriela Garcíi Márqueza Kronika zapowiedzianej śmierci (Cronaca di una morte annunciata, 1987) w reżyserii Francesca Rosiego z Rupertem Everettem i Anthonym Delonem, która cieszyła się powodzeniem szczególnie w Ameryce Łacińskiej i Europie.
Jej pierwszym filmem zagranicznym był amerykański Flash Gordon (1980), gdzie grała księżniczkę Aurę. Inne filmy z jej udziałem nakręcone w Ameryce to: telefilm ABC Casanova (1987) z Richardem Chamberlainem i Faye Dunaway, Oskar, czyli 60 kłopotów na minutę (Oscar, 1991) z Sylvestrem Stallone'em i Była sobie zbrodnia (Once Upon a Crime..., 1992) z Johnem Candym.
W 1994 wśród czytelników magazynu „Class” została wybrana „Najpiękniejszą kobietą świata”.
25 czerwca 1988 poślubiła Federika Facchinettiego, z którym ma dwoje dzieci: córkę Carolinę i syna Andreę. Doczekała się też wnuka. W 1996 rozwiodła się. W latach 1998–2008 była związana z młodszym od niej chirurgiem plastycznym Stefano Piccolo.
W grudniu 2010 miała wystąpić jako nadzwyczajny gość w spektaklu w teatrze w mieście Pordenone na północy Włoch. Wysłała tam jednak zaświadczenie lekarskie stwierdzające, że ma zapalenie gardła i krtani. Spektakl z jej udziałem odwołano z powodu jej choroby. Tymczasem tego samego wieczoru dyrekcja teatru zobaczyła ją w telewizji w relacjach z Sankt Petersburga w towarzystwie Władimira Putina, wówczas premiera Rosji. Wraz z Kevinem Costnerem była nadzwyczajnym gościem kolacji dobroczynnej zorganizowanej przez Putina. Teatr podał aktorkę do sądu, a ten skazał ją w pierwszej instancji za oszustwo i nakłonienie lekarza do wystawienia fałszywego zaświadczenia na 8 miesięcy więzienia oraz 600 euro grzywny. Sąd postanowił, że kara ta zostanie zawieszona, jeśli Muti zapłaci teatrowi jako stronie poszkodowanej 30 tys. euro. Prokurator domagał się skazania jej na pół roku więzienia.
Wzięła udział w reklamie „Amica Chips” (2014) z Rocco Siffredim.

## Nagrody i nominacje
| Rok  | Nagroda                                   | Kategoria                         | Rola               | Film                                       | Rezultat  |
| ---- | ----------------------------------------- | --------------------------------- | ------------------ | ------------------------------------------ | --------- |
| 1988 | Nastro d’argento (Srebrna taśma)          | Najlepsza aktorka pierwszoplanowa | Silvia Piergentili | Moja siostra i ja (Io e mia sorella, 1987) | Wygrana   |
| 1988 | Europejska Nagroda Filmowa                | Najlepsza aktorka                 | Anna               | Kodeks prywatny (Codice privato, 1988)     | Nominacja |
| 1988 | Międzynarodowy Festiwal Filmowy w Wenecji | Najlepsza aktorka                 | Anna               | Kodeks prywatny (Codice privato, 1988)     | Wygrana   |
| 1989 | Nastro d'argento (Srebrna taśma)          | Najlepsza aktorka pierwszoplanowa | Anna               | Kodeks prywatny (Codice privato, 1988)     | Wygrana   |
| 1989 | David di Donatello                        | Najlepsza aktorka pierwszoplanowa | Anna               | Kodeks prywatny (Codice privato, 1988)     | Nominacja |
| 1989 | Ciak d'oro                                | Najlepsza aktorka pierwszoplanowa | Anna               | Kodeks prywatny (Codice privato, 1988)     | Wygrana   |

## Filmografia
- 1970: Romans ludowy/Piękna nie chce milczeć (La moglie più bella) - jako Francesca[11]
- 1971:

Il sole nella pelle - jako Lisa
Un posto ideale per uccidere - jako Ingrid Sjoman
- 1972:

La casa de las palomas - jako Sandra/córka
Experiencia prematrimonial - jako Alejandra Espinosa
Fiorina la vacca - jako Teresa, córka Betty
- 1973:

Druga twarz ojca chrzestnego (L' Altra faccia del padrino)
Le monache di Sant'Arcangelo - jako Isabella
Paolo il caldo - jako Giovanna
Tutti figli di Mammasantissima - jako Santazza
- 1974:

Romans jakich wiele (Romanzo popolare) - jako Vincenzina Rotunno Basletti
Una chica y un señor - jako Caridad "Ariadna"
Cebo para una adolescente - jako Maribel
Appassionata - jako Eugenia Rutelli
- 1975:

Leonor - jako Catherine
La joven casada - jako Camino
- 1976:

Ostatnia kobieta (La Dernière femme) - jako Valerie
Agnieszka wyrusza na śmierć (L' Agnese va a morire)
Dziewictwo (Come una rosa al naso) - jako Lucia Mantuso
- 1977:

Komnata biskupa (La Stanza del vescovo)
Nowe potwory (I Nuovi mostri)
Śmierć człowieka skorumpowanego (Mort d'un pourri)
- 1978: Pierwsza miłość (Primo amore)
- 1979: Życie jest piękne (La Vita e bella)
- 1980: Flash Gordon
- 1982:

Miłość i pieniądze (Love and Money)
Bonnie i Clyde we włoskim stylu (Bonnie e Clyde all'italiana)
Historia zwykłego szaleństwa (Storie di ordinaria follia)
- 1983: Dziewczyna z Triestu (La Ragazza di Trieste)
- 1984:

Przyszłość jest kobietą (Il Futuro e donna)
Miłość Swanna  (Un amour de Swann)
- 1986: Wielkie magazyny (Grandi magazzini)
- 1987:

Ja i moja siostra (Io e mia sorella)
Casanova
Kronika zapowiedzianej śmierci (Cronaca di una morte annunciata)
- 1988: Kodeks prywatny (Codice privato)
- 1989:

Król Neapolu ('O re)
Byle do wiosny (Wait Until Spring, Bandini)
- 1990: Wieczór u Alicji (Stasera a casa di Alice)
- 1991:

Sezon gigantów (A Season of Giants)
Hrabia Max (Il Conte Max)
Kapitan Fracasse (Il Viaggio di Capitan Fracassa)
Oskar, czyli 60 kłopotów na minutę (Oscar)
- 1992: Była sobie zbrodnia (Once Upon a Crime...)
- 1997: Kocha, lubi, zdradza... (Pour rire!)
- 1998:

Wdowy (Widows – Erst die Ehe, dann das Vergnügen)
Hrabia Monte Christo (Le Comte de Monte Cristo)
Nieznajomy ze Strasburga (L' Inconnu de Strasbourg)
- 1999:

Estera (Esther)
Nieustraszony (The Unscarred)
- 2000: Wielki świat (Jet Set)
- 2001:

Ostatnia misja (The Last Run)
Hotel
Jutro (Domani)
- 2002:

Po życiu (Apres la vie)
Zbieg (Cavale)
Wspaniała para (Un couple epatant)
- 2003: Mężczyźni i kobiety, miłość i kłamstwa (Uomini & donne, amori & bugie)
- 2004: Randka w ciemno (Di que si)
- 2006: Opaleni – przyjaciele na całe życie (Bronzés 3 – amis pour la vie, Les)
- 2012: Zakochani w Rzymie jako Pia Fusari